# Jonathan Boiga
Johnatan Boiga Herrera (Barranquilla, Atlántico, Colombia; 27 de abril de 1985) es un exfutbolista colombiano.

## Trayectoria
Comenzó su carrera profesional en el Barranquilla F. C. de la Primera B colombiana. En este equipo duró hasta el 2007 cuando se marcha al fútbol venezolano para jugar con el Estrella Roja, un club recién ascendido a la primera división. Para la temporada 2008 es traspasado al Aragua F. C..
A mitad de 2008 vuelve a Colombia para jugar de nuevo con el Barranquilla F. C. donde tiene relativo éxito siendo contratado para la temporada 2009 por el Junior de la Primera A colombiana. En el equipo 'tiburón' ha tenido poca continuidad en la primera división, pero ha disputado compromisos de la Copa Colombia.
Con Junior se corona campeón del Torneo Apertura 2010 y en la celebración cae del carro de bomberos sufriendo una lesión de seis meses.

## Clubes
| Club               | País      | Año         |
| ------------------ | --------- | ----------- |
| Barranquilla F. C. | Colombia  | 2006 - 2007 |
| Estrella Roja      | Venezuela | 2007        |
| Aragua F. C.       | Venezuela | 2008        |
| Barranquilla F. C. | Colombia  | 2008        |
| Junior             | Colombia  | 2009 - 2011 |
| Estrella Roja      | Venezuela | 2011        |

## Palmarés

### Campeonatos nacionales
| Título          | Club   | País     | Año  |
| --------------- | ------ | -------- | ---- |
| Torneo Apertura | Junior | Colombia | 2010 |